# Utricularia simmonsii
Utricularia simmonsii — вид рослин із родини пухирникових (Lentibulariaceae).

## Біоморфологічна характеристика
Цей вид дає найменші відомі квітки роду, розміром близько 1 мм в поперечнику. Винно-червоний цвіт мають досить просту структуру, що складається з невеликої верхньої частки віночка, що утворює невеликий капюшон, і нижньої частки віночка, яка простягається вперед, як витягнутий язик. Листки ниткоподібні і стирчать з субстрату.

## Середовище проживання
Цей вид є ендеміком Австралії, де він зустрічається на Північній території та на півострові Кейп-Йорк у Квінсленді, від Данді на схід до Національного парку Залізного хребта.
Цей вид зустрічається в сезонно затоплених лісах Melaleuca та на околицях сезонно вологих западин; на висотах від 0 до 300 метрів.